# Cylindrocladiella elegans
Cylindrocladiella elegans är en svampart som beskrevs av Crous & M.J. Wingf. 1993. Cylindrocladiella elegans ingår i släktet Cylindrocladiella och familjen Nectriaceae.   Inga underarter finns listade i Catalogue of Life.